# لورينزو إس. ألفارادو سانتوس
لورينزو إس. ألفارادو سانتوس (بالإنجليزية: Lorenzo S. Alvarado Santos)‏ هو ملحن أمريكي، ولد في 26 أكتوبر 1920 في بونس، بورتوريكو في الولايات المتحدة، وتوفي في 1982.